# Patersonia maxwellii
Patersonia maxwellii là một loài thực vật có hoa trong họ Diên vĩ. Loài này được (F.Muell.) F.Muell. ex Benth. miêu tả khoa học đầu tiên năm 1873.